# Michael Dürsch
Michael Dürsch (født 28. marts 1957 i Herrsching, Vesttyskland) er en tysk tidligere roer og olympisk guldvinder.
Dürsch roede dobbeltsculler og dobbeltfirer i RV Ingelheim 1920 og udgjorde sammen med Raimund Hörmann, Dieter Wiedenmann og Albert Hedderich en succesrig vesttysk besætning i sidstnævnte båd i slutningen af 1970'erne og første halvdel af 1980'erne. I denne periode vandt de en række medaljer ved internationale mesterskaber, idet de begyndelsen måtte se østtyskerne tage sig af topplaceringerne. Det gjaldt således i 1978, hvor Dürsch og hans båd vandt VM-bronze, i 1979, hvor de vandt VM-sølv, og i 1982, hvor de igen vandt sølv. I 1983 brød de imidlertid den østtyske dominans og blev verdensmestre, mens østtyskerne blev henvist til andenpladsen.
Ved OL 1984 i Los Angeles boykottede DDR sammen med andre østblok-lande legene, og derfor var den vesttyske båd storfavorit til guldet. De vandt da også deres indledende heat, men den australske båd vandt det andet heat i en tid ikke langt efter vesttyskernes. Finalen blev en tæt kamp mellem de to nationer, hvor australierne pressede vesttyskerne til det yderste, men Dürsch og resten af besætningen sikrede sig guldet med et forspring til australierne på andenpladsen på 0,43 sekund, mens Canada fik bronze mere end et sekund efter australierne.
Dürsch vandt sammen med Hedderich fem vesttyske mesterskaber i dobbeltsculleren, og dobbeltfireren blev tysk mester hvert år i perioden 1977-1985.
I sit civile liv var Dürsch forsikringsagent og fik sit eget agentur i Ingelheim.

## OL-medaljer
- 1984:  Guld i dobbeltfirer